# Thomas Guldhammer
Thomas Guldhammer, né le 31 juillet 1987 à Vejle, est un coureur cycliste danois.

## Biographie
En 2005, Thomas Guldhammer termine double vice-champion du Danemark dans la course en ligne et le contre-la-montre, catégorie juniors. En outre, il gagne une étape du Grand Prix Rüebliland et s'impose lors du Trofeo Emilio Paganessi. Passé de Glud & Marstrand Horsens à Designa Køkken en 2007, il remporte sa première victoire professionnelle en 2008 lors de la deuxième étape de la Boucle de l'Artois.

## Palmarès
- 2005
  -  Champion du Danemark du contre-la-montre par équipes juniors
  - Trofeo Emilio Paganessi
  - 1re étape du Grand Prix Rüebliland
  - 2e du championnat du Danemark du contre-la-montre juniors
  - 2e du championnat du Danemark sur route juniors
  - 2e du Grand Prix Rüebliland
  - 3e du Grand Prix Général Patton
- 2006
  - 3e du championnat du Danemark du contre-la-montre par équipes
- 2007
  - 3e du Fyen Rundt
- 2008
  - 2e étape de la Boucle de l'Artois
- 2009
  -  Champion du Danemark du contre-la-montre par équipes
  - 10e de Paris-Roubaix espoirs
- 2010
  - 2e de Skive-Løbet
- 2011
  - 2e du championnat du Danemark du contre-la-montre par équipes
- 2012
  - 4e étape du Randers Bike Week

## Classements mondiaux
| Année           | 2007   | 2008 | 2009   |
| --------------- | ------ | ---- | ------ |
| UCI Europe Tour | 1 108e | 974e | 1 166e |